# Jaume Sobrequés i Callicó
Jaume Sobrequés i Callicó (Girona, 26 de juliol de 1943) és un historiador i polític català, fill del també historiador Santiago Sobrequés i Vidal. Com parlamentari fou membre de la Comissió dels Vint que redactà l'avantprojecte d'Estatut d'Autonomia de Catalunya de 1979.

## Biografia
El 1965 es llicencià en història a la Universitat de Barcelona, i des del 1966 hi va ser professor d'història medieval. Més tard guanyà la plaça de catedràtic d'història de Catalunya a la Universitat Autònoma de Barcelona. El 1969 fou nomenat conservador de l'Institut Municipal d'Història de Barcelona, i un cop arribada la democràcia, director i coordinador del pla de museus de l'Ajuntament de Barcelona (1981-1987).
Preocupat per la divulgació de la història de Catalunya, amb aquesta finalitat va fundar les editorials Base (1973) i Undarius (1976), per tal d'editar facsímils d'obres històriques catalanes.
A les eleccions generals espanyoles de 1977 fou escollit senador per la circumscripció de Girona per l'Entesa dels Catalans, coalició amb la qual va repetir a les generals de 1979. Això li va permetre ser membre de la Comissió dels Vint que al parador de Sau, les Masies de Roda redactà l'avantprojecte de l'Estatut d'Autonomia de Catalunya de 1979. El 1982 ingressà al Partit dels Socialistes de Catalunya, amb el qual fou elegit diputat a les eleccions al Parlament de Catalunya de 1988 i de 1992.
Del 1993 al 2000 fou membre de la junta directiva del Futbol Club Barcelona. També és membre de la junta directiva de l'Institut Català de Cooperació Iberoamericana. El 2000 va substituir Josep Maria Solé i Sabaté com a director del Museu d'Història de Catalunya, càrrec que va ocupar fins al 2008, quan fou substituït per Agustí Alcoberro i Pericay. Entre gener i novembre de 2009 fou rector de la Universitat Catalana d'Estiu.
El 2008 va rebre la Creu de Sant Jordi. Actualment és president de la Societat Catalana d'Estudis Històrics, filial de l'Institut d'Estudis Catalans. Ha estat president de l'Equip Rector de la Universitat Catalana d'Estiu.
Després d'haver donat suport a les consultes sobiranistes, a principis de setembre de 2010 es donà de baixa del PSC, justificant aquest decisió per l'estancament de la via autonomista i la necessitat d'iniciar un procés cap a la independència.
El dia 19 de setembre de 2010, dona suport a Artur Mas com a candidat a les eleccions del mes de novembre. El 2012, fou nomenat director del Centre d'Història Contemporània de Catalunya. El 2013 va ser promotor del simposi España contra Catalunya, que va provocar polèmica política.
Ha estat tertulià del programa esportiu La porteria, de BTV.

## Obres

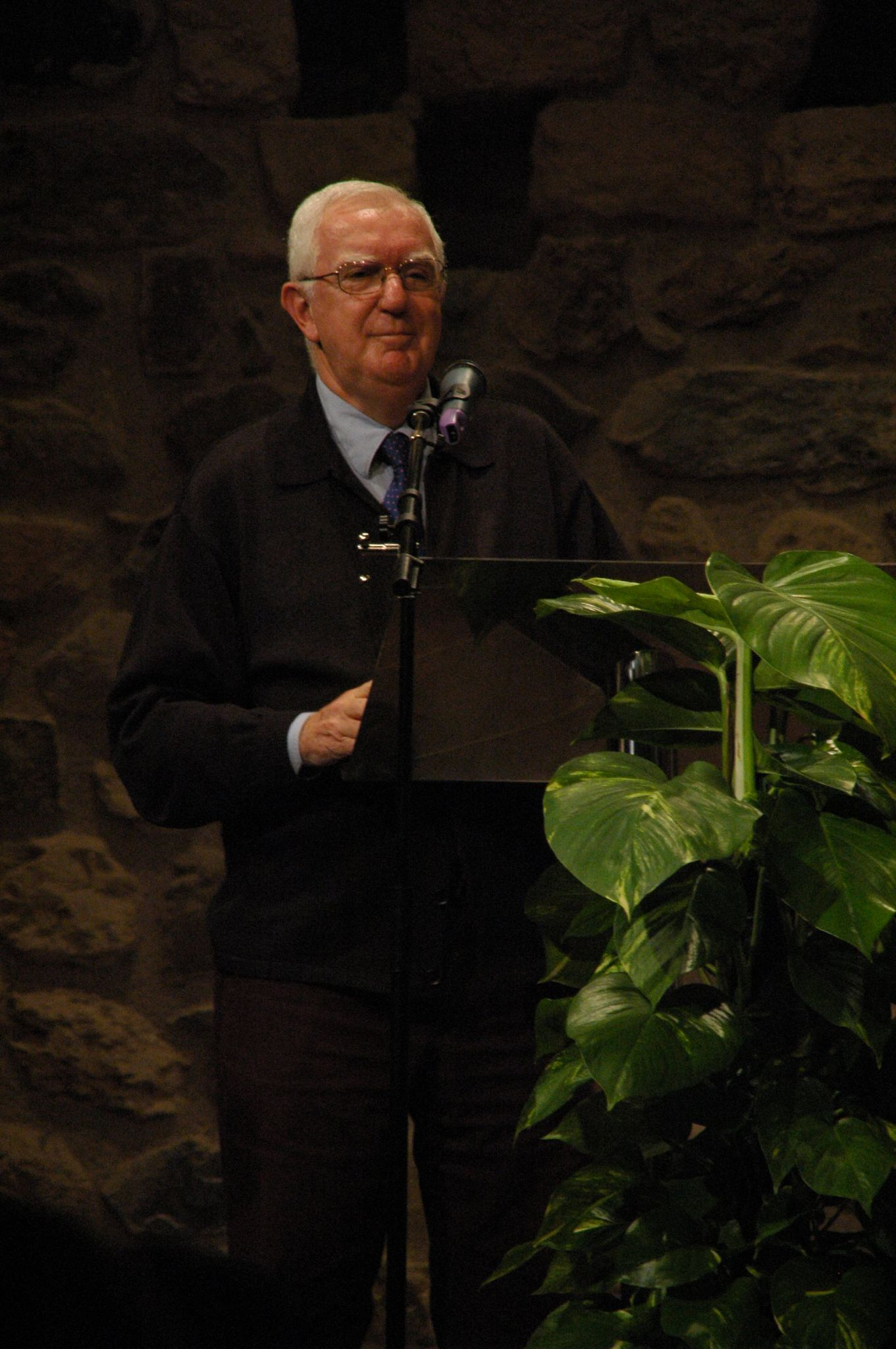
Jaume Sobrequés el 2008

- La Revolució de Setembre i la premsa humorística catalana (1965)
- La guerra civil catalana del segle XV (amb el seu pare, 1973)
- El rei Jaume I i la Renaixença als Països Catalans (1981)
- Catalunya (1981), amb L. M. de Puig
- El pacticisme a Catalunya (1982)
- L'Estatut de Catalunya 1979 (1982)
- Els catalans en els orígens històrics de Califòrnia (1991)
- Història del F.C. Barcelona (1994)
- Cartes creuades (1998, amb Jaume Camps)
- Antoni Rovira i Virgili. Història i pensament (2000, Premi Carles Rahola d'assaig)
- Itinerari de guerra i de postguerra d'un soldat republicà d'un exèrcit vençut: epistolari de Santiago Sobrequés i Vidal des del front de l'est i des del camp de concentració de Santander, 1938-1939 (2000)
- La fi del silenci: la recuperació de la Generalitat i el retorn de Tarradellas (2002)
- 1941: un opositor català durant el franquisme (2004)
- Manual d'autonomia: textos per a la reforma de l'Estatut de Catalunya (2003, amb Mercè Morales)
- Una inmensa prisión. Los campos de concentración y las prisiones durante la guerra civil y el franquismo (2003, amb Carme Molinero i Margarida Sala)
- Joan Margarit i Pau. La tràgica fi de l'Edat Mitjana a Catalunya (2006)
- Història de Catalunya (2007)
- Història de Barcelona (2008)
- La Generalitat a l'exili (amb Mercè Morales, 2008)
- Hug Roger III. Epistolari de guerra i exili del darrer Comte de Pallars 1451-1500 (amb Ramon Sarobe, 2008)
- L'Estatut de la Transició (2010)
- Cap a la llibertat. La llarga marxa de Catalunya cap a la independència (Base, 2013)[5]
- Catalunya. Història d'una nació (Base, 2020), actualització d'Història de Catalunya (2007) amb il·lustracions de Joan-Pere Viladecans. Narra la història de Catalunya des de la prehistòria fins al referèndum d'independència de 2017[1]